# فرناندو كورديرو كويفا
فرناندو كورديرو كويفا هو مهندس معماري إكوادوري، ولد في 27 مايو 1952 في كوينكا في الإكوادور.